# Ann Cole
Ann Cole (de son vrai nom Cynthia Coleman), est une chanteuse de rhythm and blues américaine, née à Newark en 1934 et morte en novembre 1986.

## Carrière
Ann Cole commence sa carrière dans les Colemanaires, un groupe de gospel composé des membres de sa famille. En 1956, elle est repérée par Sol Rabinowitz qui possède le label Baton Records. Ses débuts de carrière sont prometteurs.
Ann Cole reste connue pour être l'interprète du célèbre titre Got My Mojo Working (But It Just Won't Work on You), attaché de nos jours au nom de Muddy Waters. Les enregistrements d'Ann Cole et de Muddy Waters, sortent la même semaine de 1957. Cela donne lieu à une bataille judiciaire entre Preston Forest, pour la chanson d'Ann Cole, et Muddy Waters, les deux s'attribuant l'écriture du titre. Forest est reconnu aujourd'hui comme étant l'auteur.
L'histoire, pas totalement vérifiable, raconte qu'Ann Cole aurait interprété Got my Mojo sur scène avant de l'avoir enregistré lors d'un tournée à laquelle participait également Muddy Waters qui l'aurait donc récupéré à l'insu d'Ann Cole.

## Discographie

### Singles
- Got My Mojo Working (But It Just Won't Work on You) (Baton Records)
- Into the Chapel (Baton Records)
- Easy, Easy, Baby (Baton Records)
- Each Day (Baton Records)

## Compilation
- The Baton Story, CD
- Got My Mojo working[3], CD (1984 / label Krazy Cat)